# NGC 2544
NGC 2544 ist eine Balken-Spiralgalaxie mit hoher Sternentstehungsrate vom Hubble-Typ SBa im Sternbild Giraffe am Nordsternhimmel. Sie ist schätzungsweise 132 Millionen Lichtjahre von der Milchstraße entfernt und hat einen Durchmesser von etwa 45.000 Lichtjahren. Vom Sonnensystem aus entfernt sich die Galaxie mit einer errechneten Radialgeschwindigkeit von näherungsweise 2.800 Kilometern pro Sekunde. Gemeinsam mit PGC 23462 bildet sie das isolierte Galaxienpaar KPG 160.
Im selben Himmelsareal befinden sich unter anderem die Galaxien NGC 2550, PGC 23181, PGC 23618, PGC 23781.
Das Objekt wurde am 7. September 1885 von Lewis Swift entdeckt.